# FC Blue Stars Zürich
El FC Blue Stars Zürich es un equipo de fútbol de Suiza que juega en la 2. Liga Interregional, la sexta división de fútbol en el país.

## Historia
Fue fundado el 26 de mayo de 1898 en la ciudad de Zúrich como parte de la 2. Liga Interregional con el nombre Mars Zurich. En la temporada 1913/14 juega por primera vez en la Superliga de Suiza donde termina en cuarto lugar de la zona este, hasta que desciende en la temporada 1915/16.
Dos años después retorna a la primera división suiza donde termina en séptimo lugar entre ocho equipos. En la temporada 1921/22 gana el grupo este de la liga, pero pierde en la semifinal del campeonato contra el Servette FC. El club en la temporada 1923/24 termina en último lugar de su zona pero no desciende de categoría, jugando en la primera categoría por diez temporadas hasta descender luego de terminar en el lugar 15 entre 16 bajo el nuevo sistema de Nationalliga, la que hasta el momento ha sido la última aparición del club en la primera división nacional.
Posteriormente él jugó cinco temporadas entre los años 1940 y años 1960 hasta descender a las divisiones regionales.

## Palmarés
- Serie B: 1

1911/12

## Jugadores

### Jugadores destacados
- Bruno Brizzi
- Kurt Armbruster

## Entrenadores

### Entrenadores destacados
- Rudi Gutendorf